# Labeobarbus gorgorensis
Labeobarbus gorgorensis är en fiskart som först beskrevs av Bini, 1940.  Labeobarbus gorgorensis ingår i släktet Labeobarbus och familjen karpfiskar. IUCN kategoriserar arten globalt som otillräckligt studerad. Inga underarter finns listade i Catalogue of Life.